# 더 보이스 (오스트레일리아의 텔레비전 프로그램)
《The Voice Australia》는 호주에서 방송되고 있는 TV 프로그램이다. 현재 시즌9까지 방송되었다.

## 심사위원
- 키스 어번 (시즌1)
- 씰 (시즌1~2, 6)
- 델타 굿럼 (시즌1~2, 4~9)
- 조엘 메이든 (시즌1~5)
- 리키 마틴 (시즌2~4)
- 윌 아이 앰 (시즌3)
- 카일리 미노그 (시즌3)
- 제시 제이 (시즌4~5)
- 로넌 키팅 (시즌5)
- 벤지 메이든 (시즌4~5)
- 보이 조지 (시즌6~9)
- 켈리 롤랜드 (시즌6~9)
- 조 조나스 (시즌7)
- 가이 세바스찬 (시즌8~9)

## 우승자
| 순위 | 이름            |
| ---- | --------------- |
| 1    | Karise Eden     |
| 2    | Harrison Craig  |
| 3    | Anja Nissen     |
| 4    | Ellie Drennan   |
| 5    | Alfie Arcuri    |
| 6    | Judah Kelly     |
| 7    | Sam Perry       |
| 8    | Diana Rouvas    |
| 9    | Chris Sebastian |

## 주요 참가자
- 레이첼 레어카 (시즌1 3위)
- 제이콥 리 (시즌3 3위)
- 엘리 오 (시즌3 Top12)

## The Voice Kids Australia
2014년에 방영된 어린이를 대상으로 한 오디션이다. Alexa가 우승을 차지했다.

## 같이 보기
- 더 보이스 UK
- 보이스 코리아
- 보이스 키즈 (대한민국의 텔레비전 프로그램)
- 더 보이스 (미국의 텔레비전 프로그램)
- 중국호성음
- 중국신가성